# Solo Monk
Solo Monk è un album discografico del musicista jazz Thelonious Monk, pubblicato nel 1965 dall'etichetta Columbia Records.

## Il disco
L'album è composto unicamente dal solo Thelonious Monk che suona al piano alcuni suoi brani e qualche standard in completa solitudine senza l'accompagnamento di altri musicisti.

## Tracce
- Tutti i brani sono opera di Thelonious Monk eccetto dove indicato.

1. Dinah [take 2] (Akst, Lewis, Young) - 2:27
2. I Surrender, Dear (Barris, Clifford) - 3:43
3. Sweet And Lovely [take 2] (Arnheim, LeMare, Tobias) - 2:58
4. North Of The Sunset - 1:50
5. Ruby, My Dear [take 3] - 5:35
6. I'm Confessin' (That I Love You) (Daugherty, Neiburg, Reynolds) - 2:36
7. I Hadn't Anyone Till You (Ray Noble) - 3:17
8. Everything Happens to Me [take 3] (Adair, Dennis) - 3:25
9. Monk's Point - 2:11
10. I Should Care (Cahn, Stordahl, Weston) - 1:56
11. Ask Me Now [take 2] - 4:35
12. These Foolish Things (Remind Me of You) (Link, Marvell, Strachey) - 3:32

### Bonus tracks edizione CD
1. Introspection - 2:14
2. Darn That Dream (DeLange, Van Heusen) - 3:41
3. Dinah [take 1] - 2:25
4. Sweet and Lovely - 3:18
5. Ruby, My Dear - 4:48
6. I'm Confessin' (That I Love You) - 2:44
7. I Hadn't Anyone Till You - 3:21
8. Everything Happens to Me - 5:20
9. Ask Me Now - 3:43

## Formazione
- Thelonious Monk: pianoforte